# Univerzita v Kapském Městě

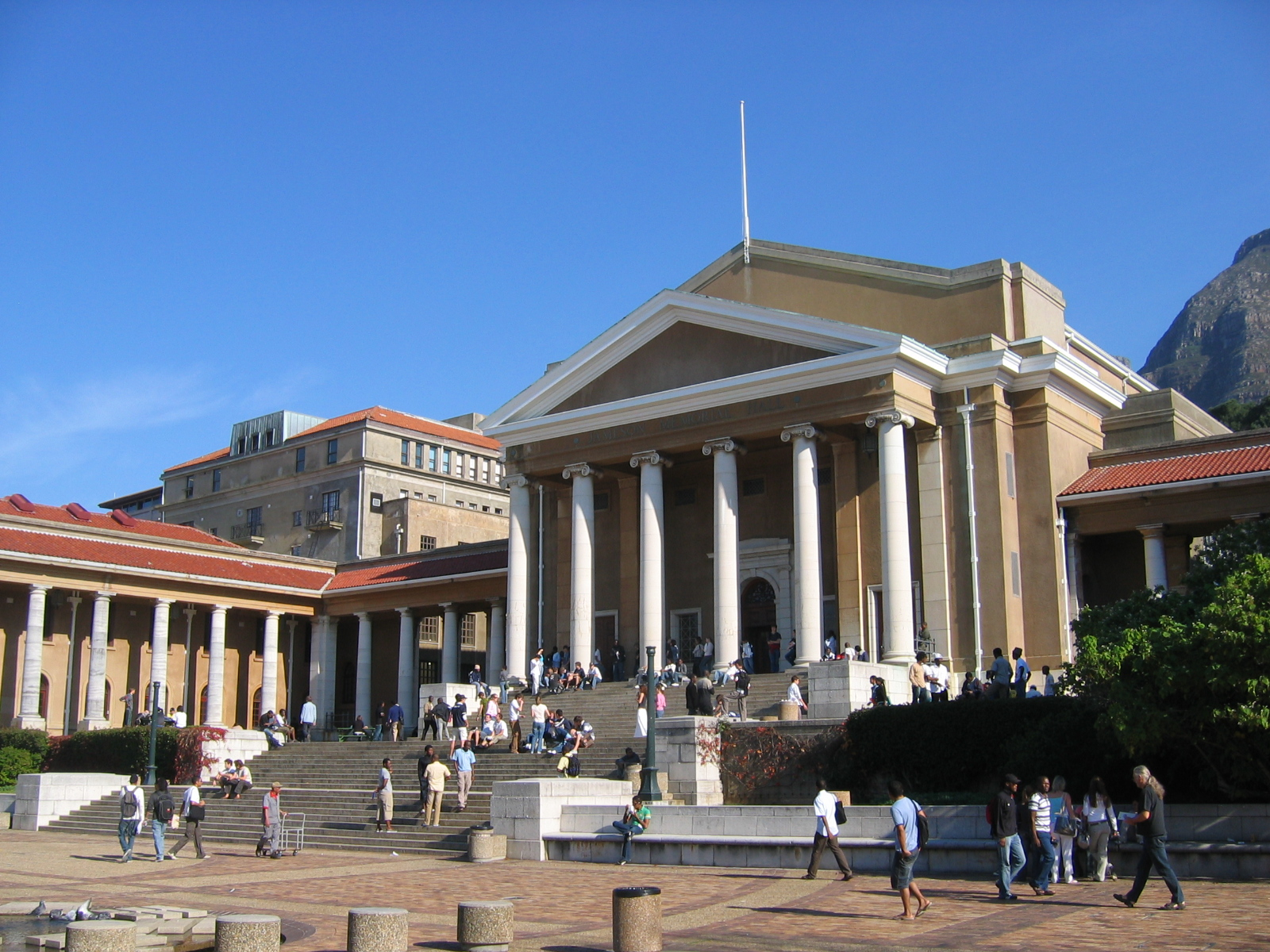
Jameson Hall na University of Cape Town

Univerzita v Kapském Městě, anglicky University of Cape Town, je veřejná univerzita v Jihoafrické republice, v Kapském Městě. Založena byla roku 1829 pod názvem South African College, v roce 1918 pak získala rozhodnutím parlamentu status univerzity i současný název a stala se tak nejstarší vysokou školou v jižní Africe a dokonce i v subsaharské Africe. V žebříčku QS World University Rankings stojí dlouhodobě nejvýše ze všech afrických univerzit. Výuka na univerzitě probíhá v angličtině. Hlavní kampus univerzity (tzv. Upper Campus) se nachází ve čtvrti Cape Townu zvané Devil's Peak. Mezi absolventy univerzity najdeme pět nositelů Nobelovy ceny, za lékařství a fyziologii ji získali Max Theiler a Allan McLeod Cormack, za literaturu John Maxwell Coetzee, za chemii Aaron Klug a za mír Ralph Bunche. 